# Cayo Cestio Galo (cónsul 35)
Cayo Cestio Galo (en latín, Gaius Cestius Gallus) fue un senador romano del I, que desarrolló su carrera política bajo los imperios de Augusto y Tiberio

## Carrera política
Miembro de la gens plebleya Cestia, aparece como miembro del Senado en 21, cuando intervinó en el procesamiento de Annia Rufila. De forma análoga, en 32 denunció en el Senado al ex-pretor Quinto Serveo y al caballero Minucio Termo por su relación con Sejano, caído en desgracia, y, según Tácito, se limitó a recitar la acusación redactada por el propio Tiberio.
Al haber servido bien a su emperador, este propició que fuese nombrado consul ordinarius en 35.
Suetonio indica que su conducta moral le había valido una nota de ignonímia de Augusto y que participaba en las cenas libidinosas de Tiberio.

## Descendencia
Su hijo Cayo Cestio Galo fue consul suffectus en 42, bajo Claudio y gobernador de Siria entre 63 y 67, bajo Nerón.